# 聖嶽洞穴
聖嶽洞穴（ひじりだきどうけつ）は、大分県佐伯市（旧・南海部郡本匠村）にある鍾乳洞の洞穴である。

## 概要
本匠村の中心部から北西に約1kmの番匠川支流の波寄川の河岸にある石灰岩産地の中腹（標高約300m）に位置する。奥行は45.5m。
この洞穴は1961年に地元民らによって発見された。

## 聖嶽洞窟遺跡
洞穴発見の翌年、1962年に別府大学教授の賀川光夫を中心とした日本洞穴調査委員会・特別委員会により発掘調査が行われている。
この第1次調査の結果、洞穴内部が上から黒色土層（第1層）、粘質砂礫土層（第2層）、粘土層（第3層）で構成されていることが判明し、
第1層から中世の宋銭、土器が出土。そして第3層からは後期旧石器時代のものとみられる化石人骨、黒曜石製の旧石器（台形様石器、細石刃等）が同時に出土した。このことが当時、国内で唯一旧石器時代の石器類と人骨が共伴した例として、また九州地方では初めて旧石器時代の人骨を出土した遺跡として注目された。この人骨は、解剖学を専門とする新潟大学教授小片保によって中国の上洞人と似ているとされ、聖岳人と呼ばれ、高校の歴史教科書にも掲載された。
しかし、1999年に行われた第2次調査において、発掘された人骨が、フッ素の含有量の検査結果やその形態等により旧石器時代よりも後のものであるとされ、また石器を含め、それらが出土した地層年代にも疑問が持たれるとされた「発掘された旧石器は混入された可能性が高い」と指摘する、国立歴史民俗博物館教授の春成秀爾編集による報告書が2001年3月に刊行された。この調査が、後に聖嶽洞窟遺跡捏造疑惑の引き金ともなった（後述）。

## 聖嶽洞窟遺跡捏造疑惑
2000年8月に第2次調査の中間発表がなされ、同年8月28日に「発掘された人骨は当初発表された旧石器時代のものではない」とTV、新聞等が報道した。これらは1962年の第1次調査に対する疑惑報道ではなかったものの、当時、考古学界最大のスキャンダルと言われる藤村新一の旧石器捏造事件の影響もあり、週刊文春による聖岳人の捏造疑惑報道が行われ、第1次調査の中心人物である賀川はバッシングを受けることとなった。この報道は激しく、2001年に三度に渡り（2001年1月25日号、2001年2月1日号、2001年3月15日号）特集した。これらの報道による影響でいたずら電話やインターネット上での中傷を受けていた賀川は、週刊文春に対し抗議の意思を示すために首吊り自殺するという事態に至った。
この後、賀川の遺族は「週刊文春の連載記事で故人の名誉が深く傷つけられた」として、 発行元の文藝春秋と同誌編集長らを相手取り、 謝罪広告の掲載と総額5500万円の損害賠償を求める訴えを起こした。裁判では文春側の取材体制のずさんさが多く指摘され、大分地裁（2003年5月15日）、福岡高裁（2004年2月23日）とで相次いで文春側が敗訴。最高裁も文藝春秋の上告を棄却（2004年7月15日）し、遺族に対し慰謝料920万円の支払いと、誌面での謝罪広告の掲載を命じた。同年9月2日号の週刊文春誌面において「代表取締役上野徹 前編集長木俣正剛 取材記者河﨑貴一」の連名の謝罪文が掲載された。 
なお、最高裁判決を受け、日本考古学協会は、2004年12月1日発行の会報の中で、聖嶽遺跡問題に関する総括を発表している。